# Хаген, Марк фон
Марк фон Ха́ген (англ. Mark von Hagen; 21 июля 1954 — 15 сентября 2019) — американский историк-славист, декан Факультета истории, философии и религиоведения Университета штата Аризона, вице-президент Американской ассоциации содействия развитию славистики (с 2010 — Ассоциация славянских, восточноевропейских и евразийских исследований), входил в редакционный совет журнала «Ab imperio».

## Биография
Фон Хаген получил образование в Джорджтаунском университете, Университета Индианы в Блумингтоне и Стэнфордском университете, где получил докторскую степень. Преподавал в Стэнфордском университете и в Йельском университете, Свободном университете Берлина и Школе высших исследований в области социальных наук (Париж). В Школе международных и общественных отношений в Колумбийском университете был профессором, председателем Целевой группы по обзору учебной программы школы, занимал должность директора по программе магистра в области международных дел, служил заместителем директора, затем директором института Гарримана (1989—2001) старейшего исследовательского и учебного центра США по государствам и обществам в постсоветской Евразии.

## Позиция
Фон Хаген в 1995 году в полемической статье «Имеет ли Украина историю?» высказал мнение о том, что историческая и интеллектуальная легитимность новых восточно- и центральноевропейских государств пока не доказана и бремя доказательств ложится на независимых исследователей:

Подобно международной политической системе, которая должна теперь приспособиться к недавно заявленным суверенитетам восточноевропейских и центральноевропейских народов, ученые за пределами региона должны будут обосновать историческую и интеллектуальную легитимность объектов своего исследования.
— Марк фон Хаген. Does Ukraine Have a History?
В августе 2009 года на программе Голоса Америки сообщил, что считает себя и русофилом, и украинофилом, и ему очень больно наблюдать за тем, что происходит на протяжении последних двух лет в отношениях между этими двумя странами:

Я критически отношусь и к правительству России, и к правительству Украины и считаю, что и те, и другие обращают внимание на более-менее символические культурные и историографические конфликты, потому что не могут или не хотят решать более важные экономические и политические проблемы внутри своих стран.
— Марк фон Хаген. Голос Америки. 13 августа 2009

## Работы
- Национальный вопрос в России XX века
- Русско-украинские отношения в первой половине XX века
- Империи, окраины и диаспоры: Евразия как антипарадигма для постсоветского периода
- Имеет ли Украина историю? Журнал Ab Imperio. № 1, 2000 «От империи»
- Does Ukraine Have a History? (неопр.). — Slavic Review, Vol. 54, No. 3 (Autumn, 1995). (англ.)
- Empires, Borderlands, and Diasporas: Eurasia as Anti-Paradigm for the Post-Soviet Era (англ.)
- Soldiers in the Proletarian Dictatorship: The Red Army and the Soviet… (англ.)
- After Empire: Multiethnic Societies & Nation-Building, the Soviet Union &… (англ.)
- War in a European Borderland: Occupations and Occupation Plans in Galicia… (англ.)